# NGC 6357
NGC 6357 aussi appelé la nébuleuse du Homard est une nébuleuse en émission située dans la constellation du Scorpion. Cette nébuleuse renferme plusieurs amas ouverts dont certains sont le foyer des étoiles les plus massives connues.

## Les amas ouverts de NGC 6357

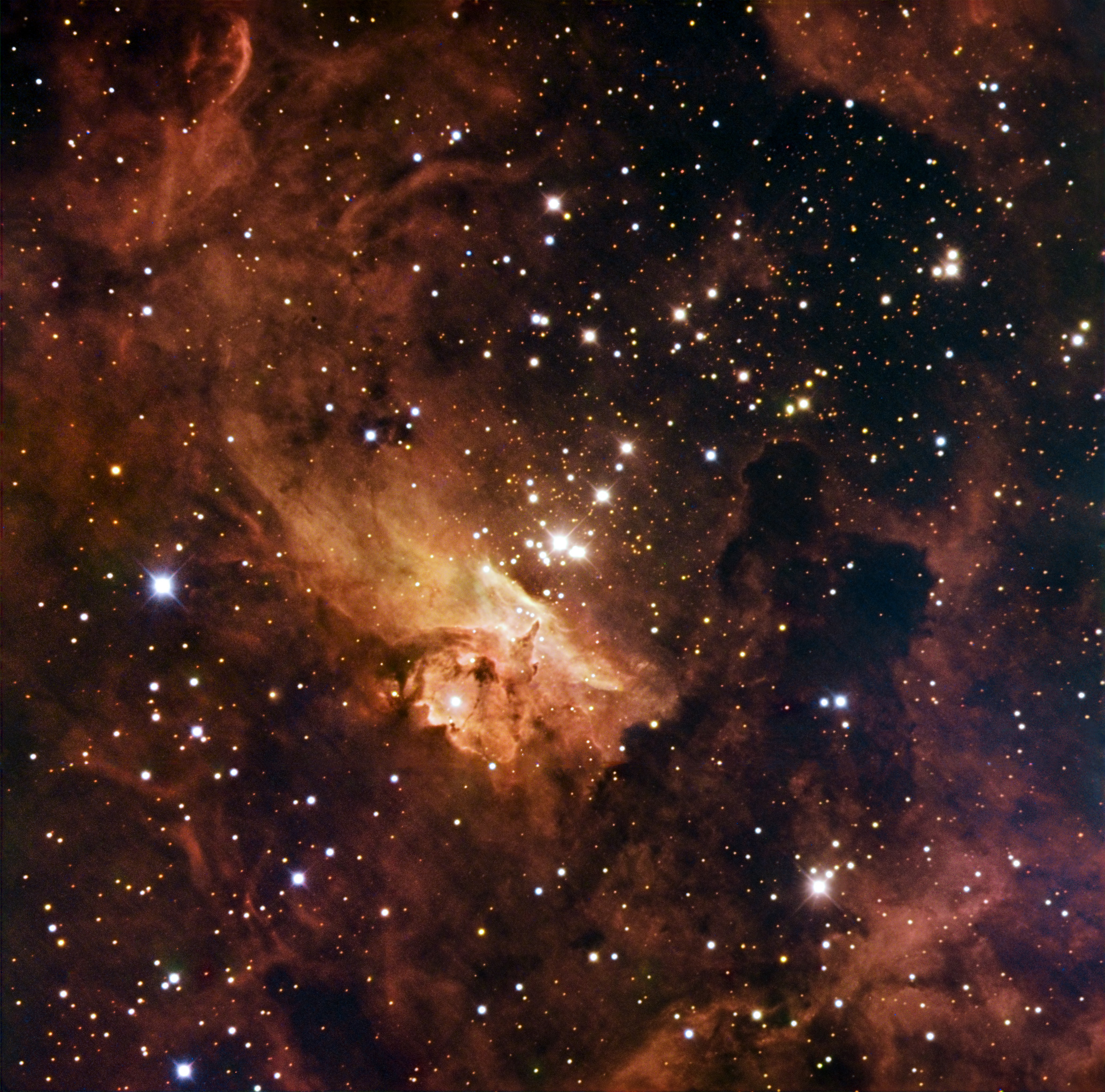
L'amas ouvert Pimsis 24 au cœur de la nébuleuse NGC 6357, observé par le télescope danois de 1,5 m à l'observatoire de La Silla, au Chili.

### Pismis 24
Pismis 24 renferme plusieurs étoiles massives, dont Pismis 24-1. La luminosité de cette dernière atteint 776 000 fois celle du Soleil. On pensait que cette étoile était la plus massive découverte approchant les 300 masses solaires, mais récemment on a montré qu'il s'agissait d'un système stellaire renfermant au moins trois étoiles. La masse des composantes du système est cependant de l'ordre de 100 {\displaystyle M_{\odot }}, faisant de celles-ci les étoiles les plus massives connues,.

### G353.2+0.7
Cet amas est à l'est de Pismis 24. Révélé par une image prise par le  télescope X Chandra, il renferme approximativement 800 étoiles. 

### G353.1+0.6
Ce jeune amas est situé au sud-est de Pismis 24 et il contient aussi environ 800 étoiles. Plusieurs étoiles de type O s'y trouvent.

## Les étoiles massives de Pismis 24
Pismis 24 est l'un des sites de formation d'étoiles massives les plus actifs de la Voie lactée. Plusieurs étoiles massives de type O résident dans la nébuleuse produisant par leur vent et leur radiation des bulles dans le nuage moléculaire de la nébuleuse.
| Nom               | Type spectral | Magnitude Mbol | Temperature (K) | Rayon {\displaystyle R_{\odot }} | Masse {\displaystyle M_{\odot }} |
| ----------------- | ------------- | -------------- | --------------- | -------------------------------- | -------------------------------- |
| WR 93 (HD 157504) | WC7           | −11,2          | 71 000          | 10                               | 120                              |
| Pismis 24-1NE     | O3.5 If       | −10,0          | 42 000          | 17                               | 74                               |
| Pismis 24-1SW     | O4 III        | −9,8           | 41 500          | 16                               | 66                               |
| Pismis 24-2       | O5.5 V(f)     | −8,9           | 40 000          | 12                               | 43                               |
| Pismis 24-3       | O8 V          | −7,7           | 33 400          | 9                                | 25                               |
| Pismis 24-10      | O9 V          | −7,2           | 31 500          | 8                                | 20                               |
| Pismis 24-12      | B1 V          | −5,3           | 30 000          | 4                                | 11                               |
| Pismis 24-13      | O6.5 III((f)) | −8,6           | 35 600          | 12                               | 35                               |
| Pismis 24-15      | O8 V          | −7,8           | 33 400          | 10                               | 25                               |
| Pismis 24-16      | O7.5 V        | −9,0           | 34 000          | 16                               | 38                               |
| Pismis 24-17      | O3.5 III      | −10,1          | 42 700          | 17                               | 78                               |
| Pismis 24-18      | B0.5 V        | −6,4           | 30 000          | 6                                | 15                               |
| Pismis 24-19      | B0.5 V        | −5,4           | 30 000          | 4                                | 11                               |

## Galerie

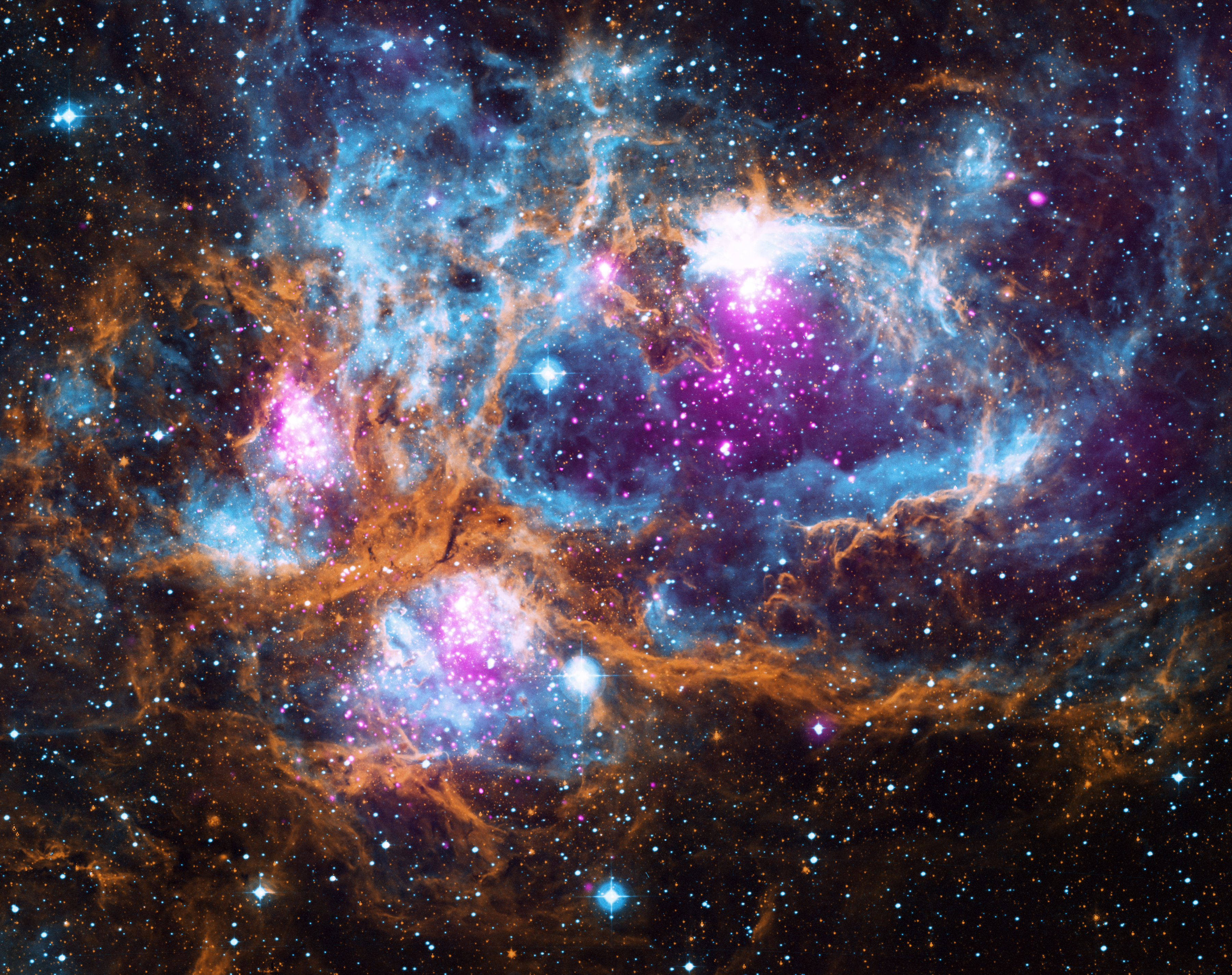
Image composite de NGC 6357 réalisée à partir de travaux obtenus par Chandra (télescope spatial), Rosat, Spitzer (télescope spatial), et le Télescope infrarouge du Royaume-Uni.
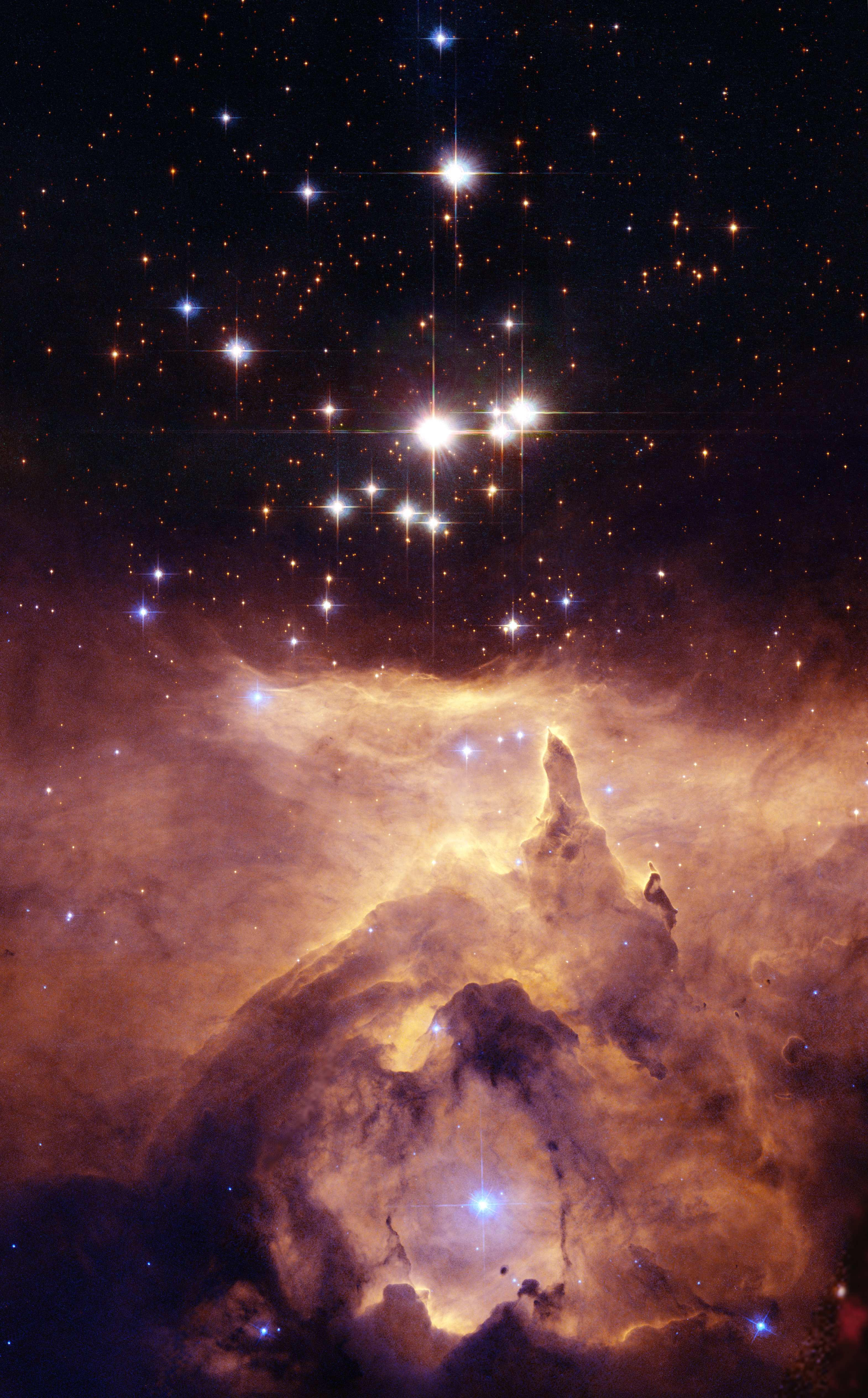
Pismis 24 au cœur de NGC 6357, par le télescope spatial Hubble.
La nébuleuse en émission NGC 6357 par le télescope de 3,5 mètres de l'observatoire d'Apache Point.